# Mastacembelus shiranus

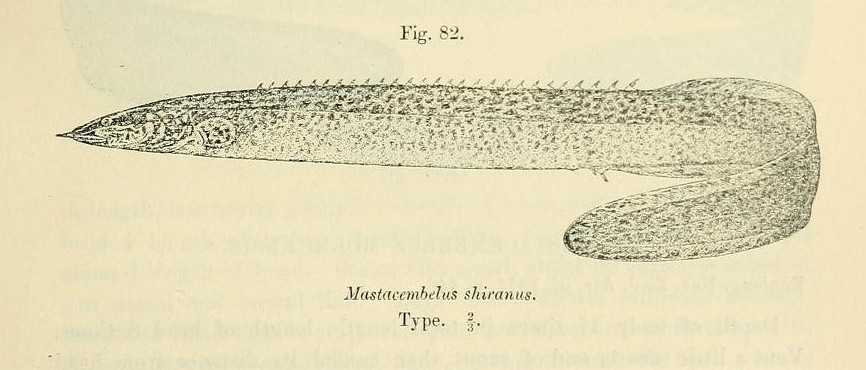
Ilustração de Mastacembelus shiranus

Mastacembelus shiranus é uma espécie de peixe da família Mastacembelidae.
Pode ser encontrada nos seguintes países: Malawi, Moçambique e Tanzânia.
Os seus habitats naturais são: rios e lagos de água doce.